# White Rock (Canada)
White Rock è una città della Columbia Britannica, in Canada, situata nel distretto regionale di Metro Vancouver.